# Phyllonorycter oxyacanthae
Phyllonorycter oxyacanthae là một loài loài bướm thuộc họ Gracillariidae. Loài này có ở khắp châu Âu, ngoại trừ Bán đảo Balkan.

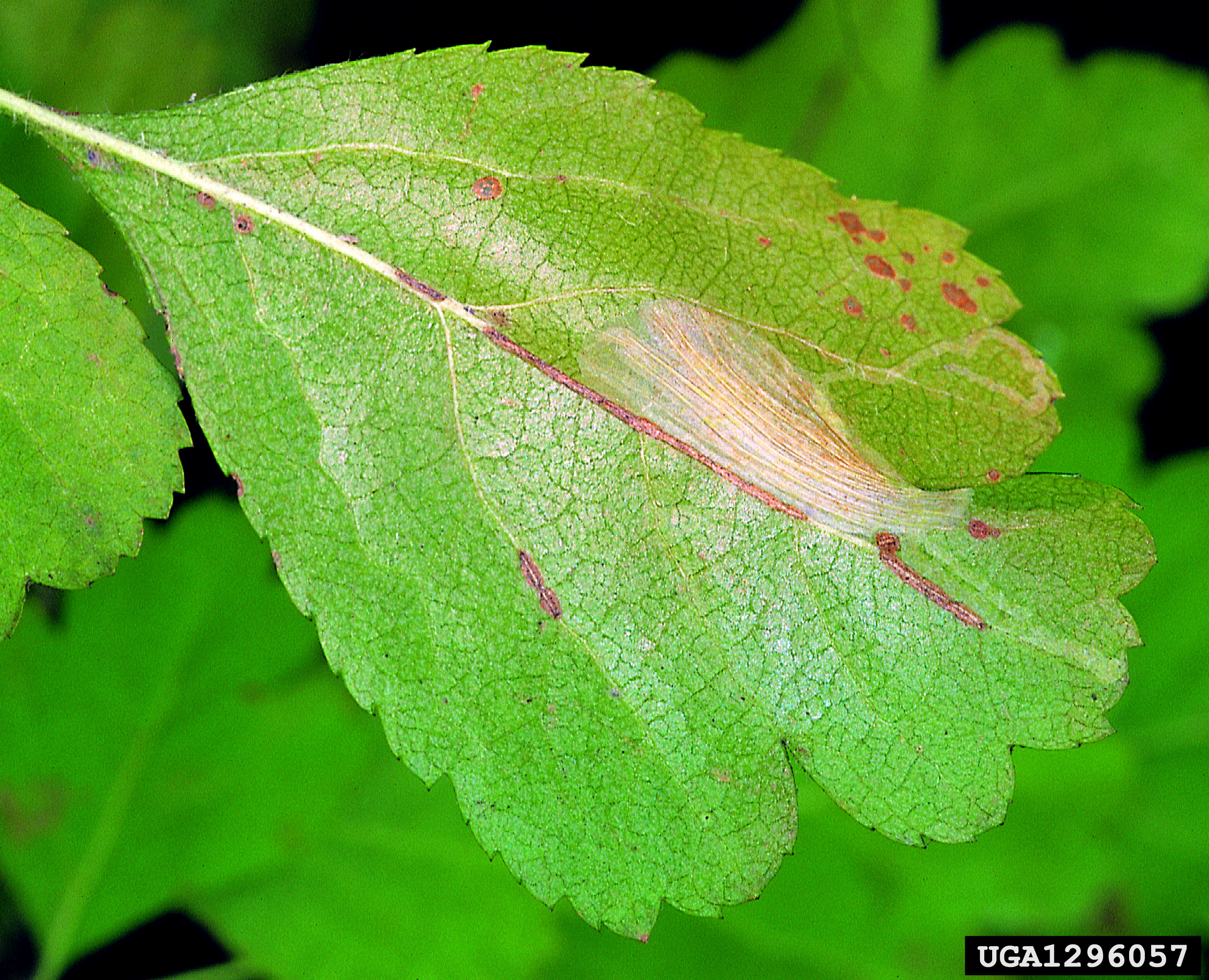
Damage

Sải cánh từ 6–8 mm. Loài bướm này bay trong hai thế hệ vào tháng 5 và vào tháng 8.
Ấu trùng ăn các loài Crataegus và Rosaceae. Chúng cũng ăn một số loài cây khác như Crataegomespilus arnieresi, Crataegus chrysocarpa, Crataegus monogyna, Crataegus oxyacantha, Crataegus pentagyna, Crataegus rivularis, Cydonia oblonga, Mespilus germanica, Pyracantha coccinea, Pyrus communis, Sorbus aucuparia và Sorbus torminalis.